# 48.ª edición de los Premios Óscar
La 48.ª edición de los Óscar premió a las mejores películas de 1975. Organizada por la Academia de Artes y Ciencias Cinematográficas, tuvo lugar en el Dorothy Chandler Pavilion de Los Ángeles el 29 de marzo de 1976. La ceremonia tuvo como presentadores a Walter Matthau, Robert Shaw, George Segal, Goldie Hawn y Gene Kelly.
One Flew Over the Cuckoo's Nest se convirtió en la segunda película en la historia del Óscar que ganó en las cinco principales categorías (mejor película, mejor director, mejor actor, mejor actriz y mejor guion). Antes lo había hecho la película It Happened One Night en 1934 y se volvería a repetir con The Silence of the Lambs 16 años después.
La actriz francesa Isabelle Adjani recibió su primera nominación a los 20 años de edad, convirtiéndola en ese momento en la actriz más joven en ser nominada al Óscar como Mejor actriz, superando a Elizabeth Hartman quien fue nominada a los 22 años de edad en 1965, pero sería superada 28 años después por Keisha Castle-Hughes quien lograría la nominación en la misma categoría a los 13 años de edad.
Por su parte George Burns a sus 80 años se convirtió en ese entonces en el actor más longevo (así como también la última persona nacida en el siglo XIX) en recibir un premio Óscar, pero dicho récord se mantuvo hasta que Jessica Tandy ganaría el premio como Mejor actriz en 1989 a esa misma edad y por lo que respeta en la categoría de Mejor actor de reparto, Burns una vez más sería superado por el actor Christopher Plummer quien ganó la estatuilla en la misma categoría a los 82 años de edad en 2011.
Tiburón fue la segunda película de terror en lograr la nominación al Óscar como Mejor película desde El exorcista en 1973, también fue la última película en ganar todas las nominaciones que aspiraba con excepción de la categoría principal y tendrían que pasar 25 años para este hecho volviera suceder con Traffic en la 73.º edición celebrada en 2000.
Es la última edición del Óscar cuando por criterios de elegibilidad, un filme podía llegar a quedar nominado para diferentes categorías en una edición y competir como película de no habla inglesa en otra, siendo la película italiana Amarcord en lograr por última vez dicha hazaña al conseguir dos nominaciones en la categoría de Mejor director y Mejor guion original, destacando que ya había ganado anteriormente una estatuilla en la categoría de Mejor película de habla no inglesa en la edición previa.

## Ganadores y nominados

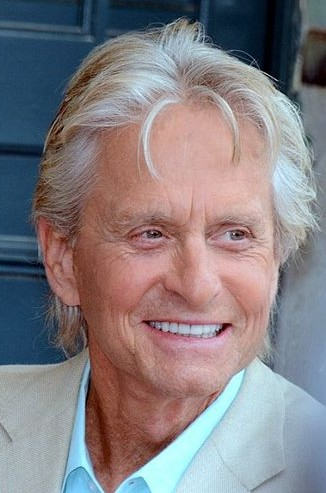
Michael Douglas fue el ganador del Óscar a la mejor película por One Flew Over the Cuckoo's Nest.

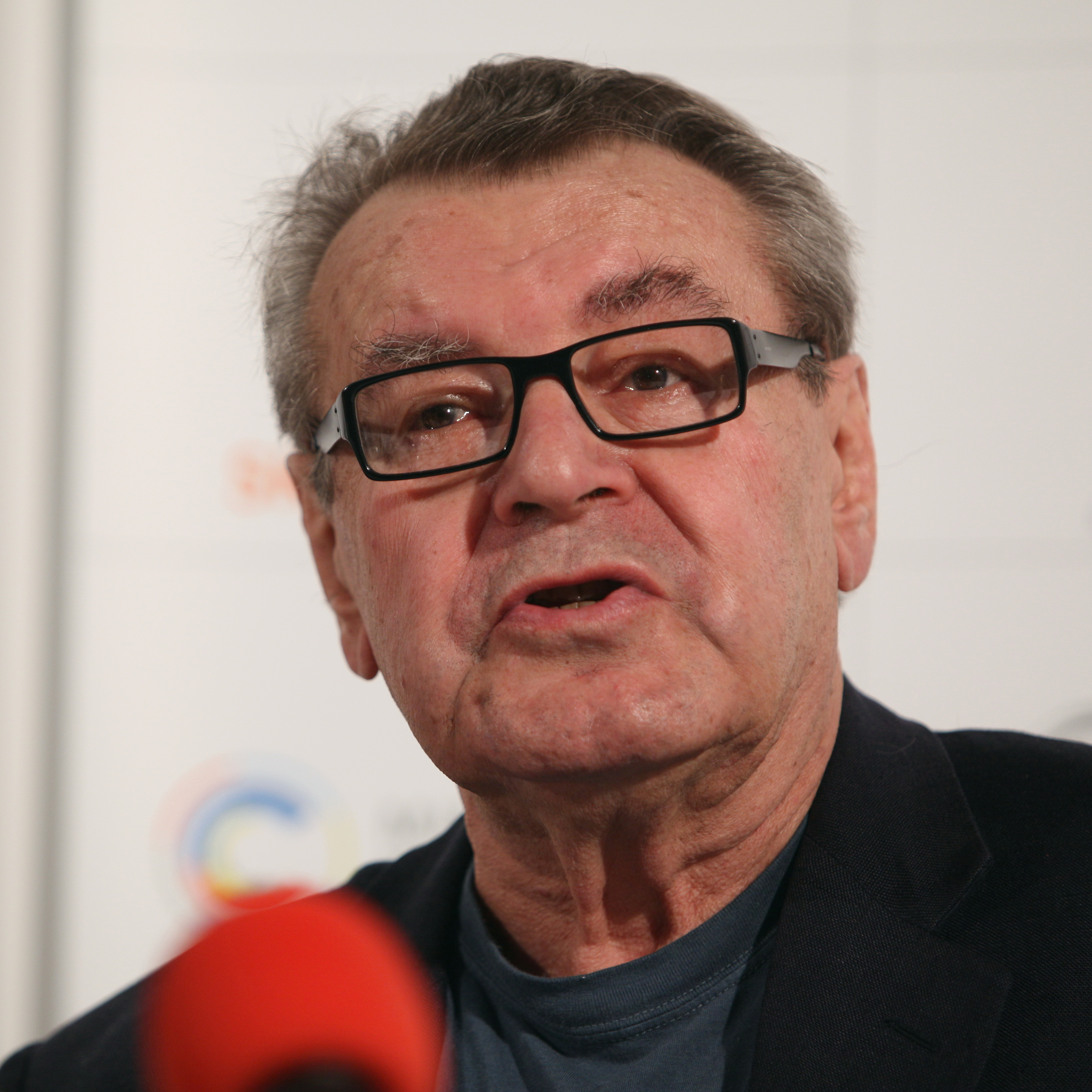
Miloš Forman fue el ganador del Óscar al mejor director por One Flew Over the Cuckoo's Nest.

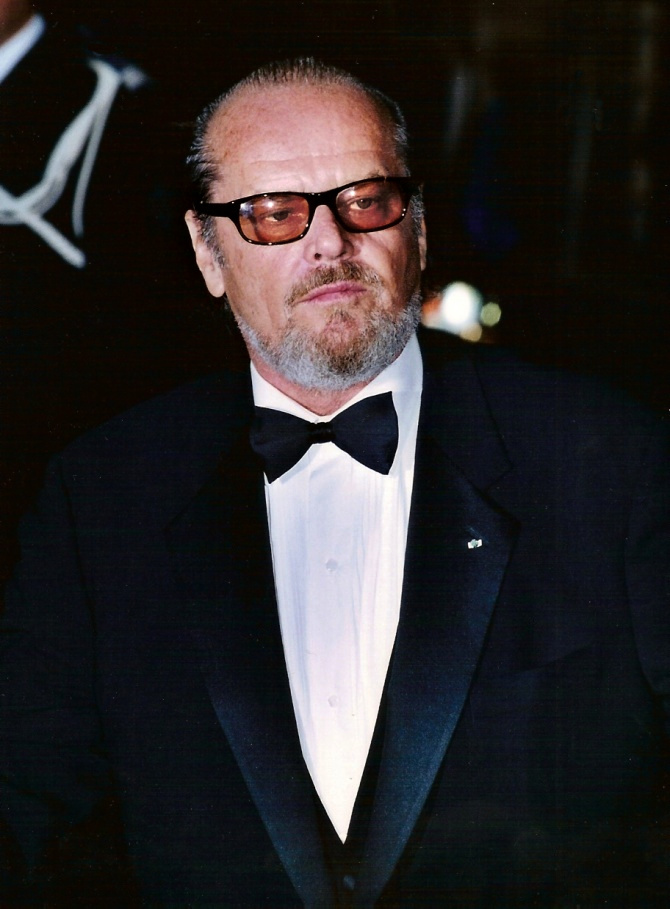
Jack Nicholson, ganador como Mejor Actor por One Flew Over the Cuckoo's Nest.

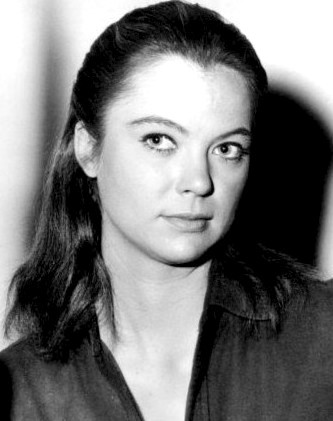
Louise Fletcher, ganadora como Mejor Actriz por One Flew Over the Cuckoo's Nest.

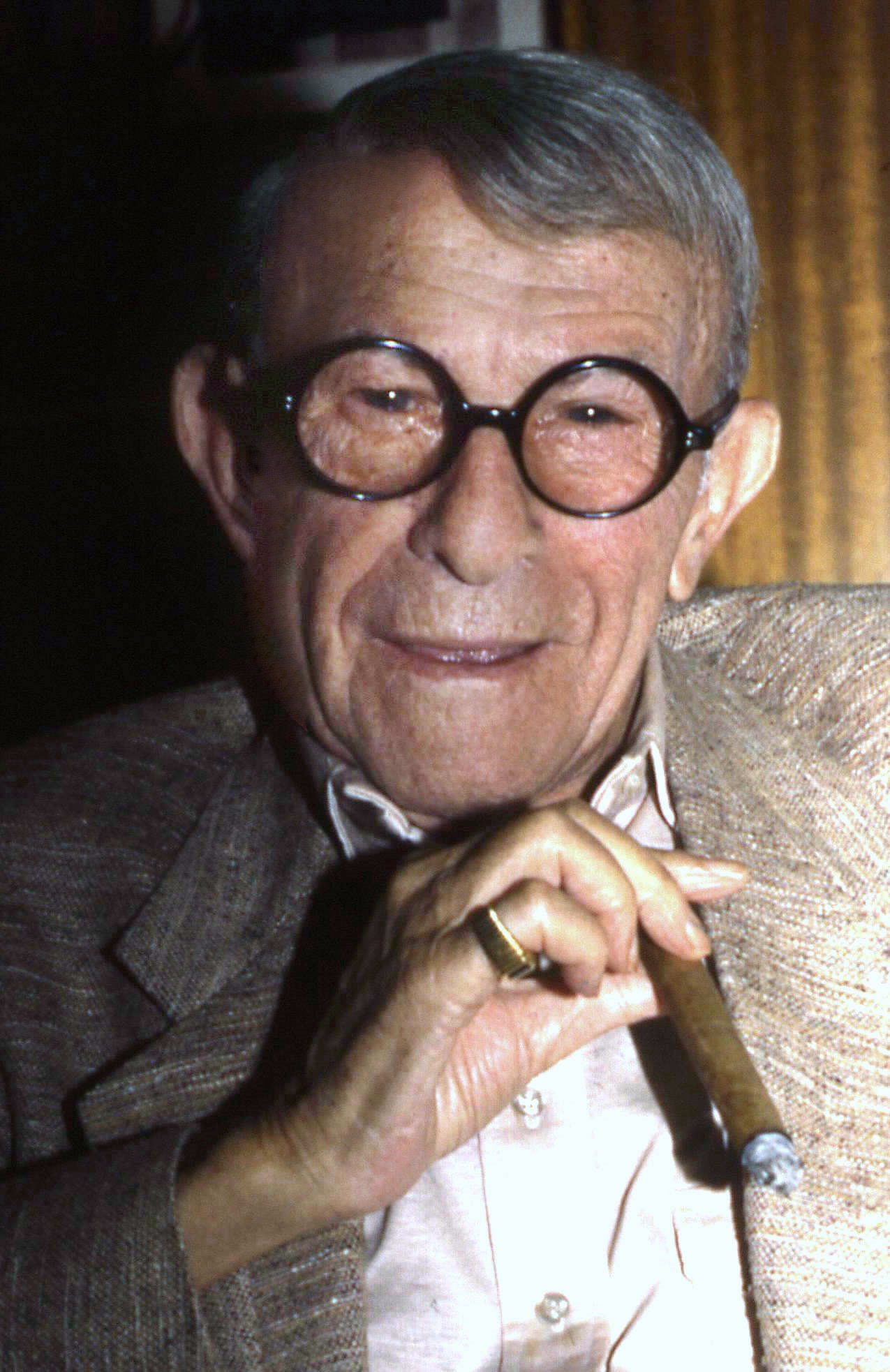
George Burns, ganador como Mejor actor de reparto

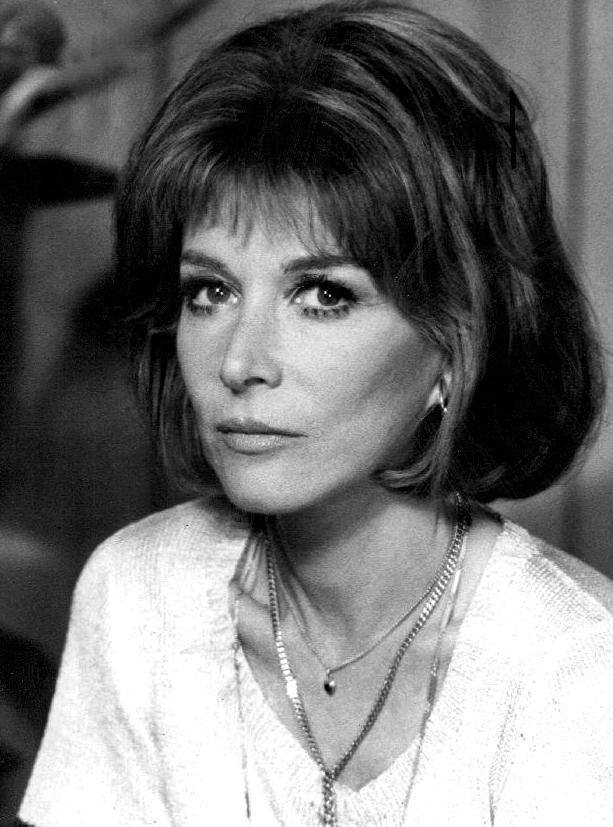
Lee Grant, ganadora como Mejor actriz de reparto

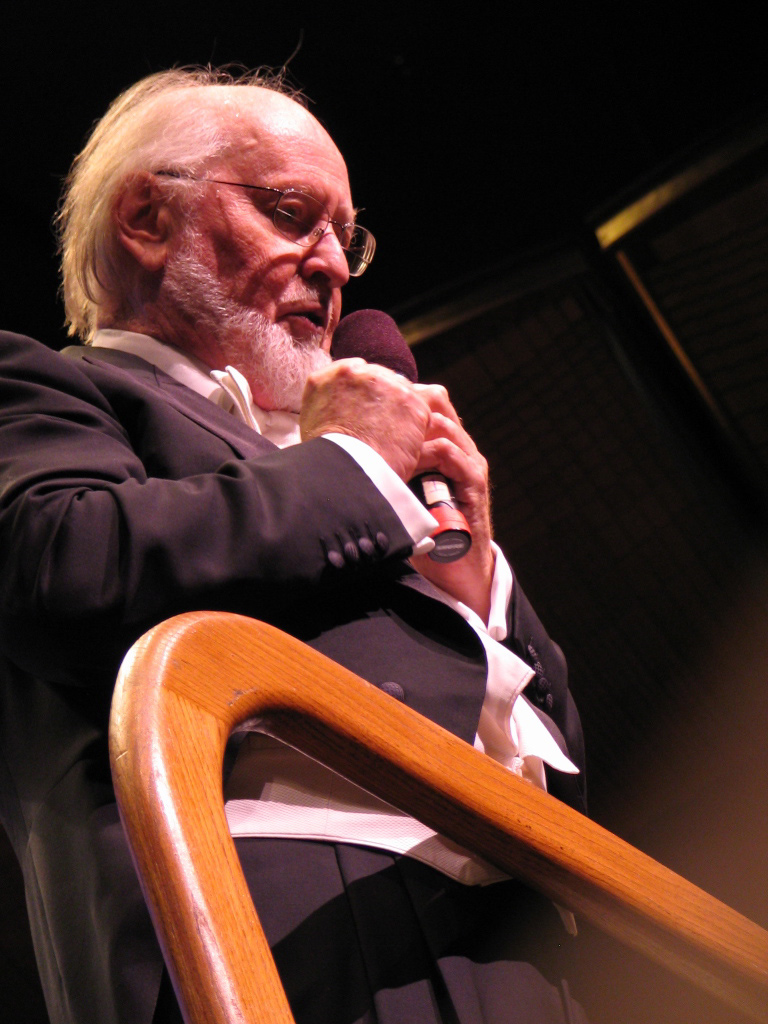
John Williams, ganador del Óscar a la Mejor banda sonora

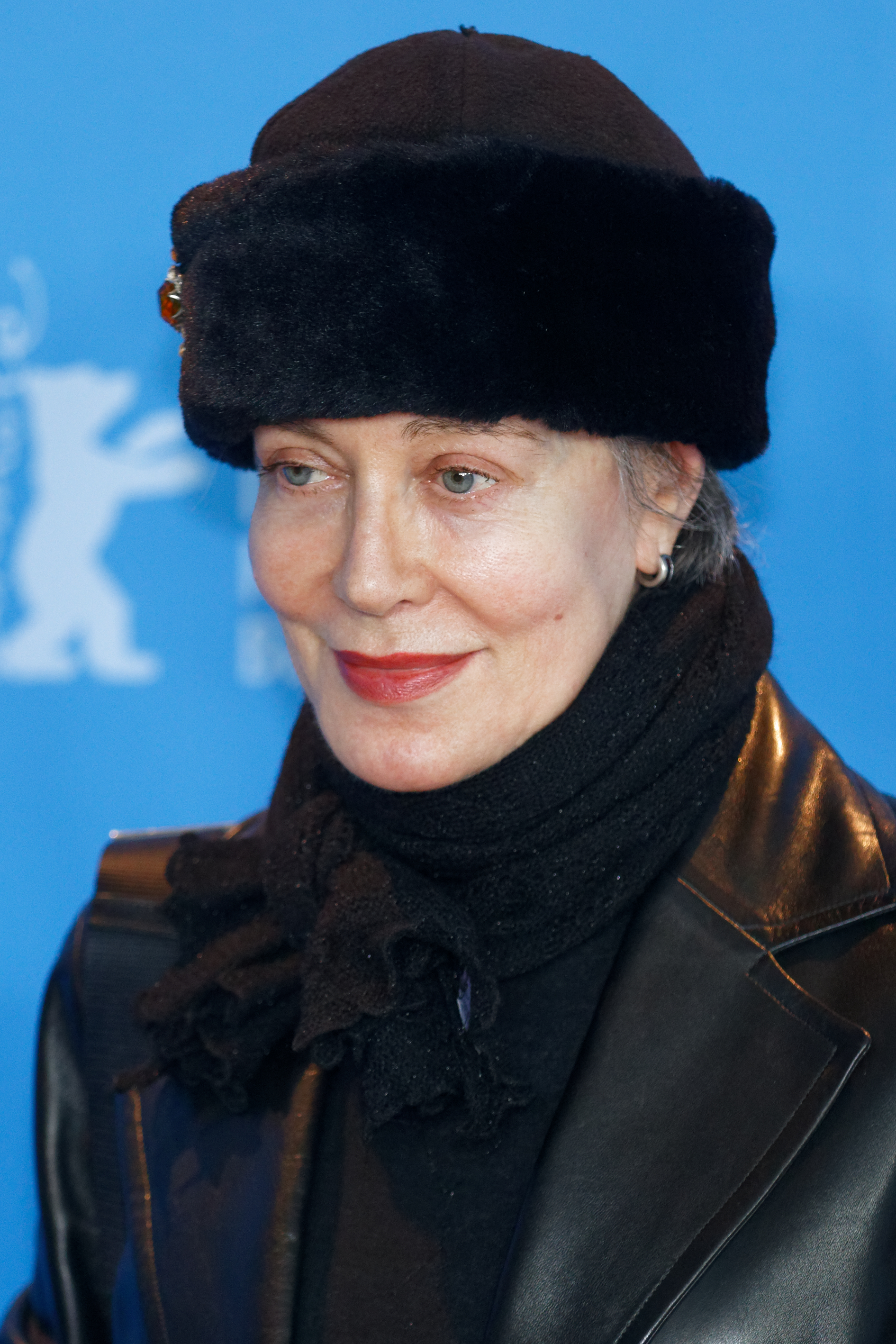
Milena Canonero, ganadora del Óscar al mejor vestuario

Indica el ganador dentro de cada categoría, mostrado al principio y resaltado en negritas y en letras pequeñas se indican los presentadores. A continuación se listan los nominados y ganadores:
| Mejor películaPresentado por: Audrey Hepburn One Flew Over the Cuckoo's Nest (Alguien voló sobre el nido del cuco) – Michael Douglas y Saul Zaentz, productores - Barry Lyndon – Stanley Kubrick, productor - Nashville – Robert Altman, productor - Dog Day Afternoon (Tarde de perros) – Martin Bregman y Martin Elfand, productores - Jaws (Tiburón) – Richard D. Zanuck y David Brown, productores | Mejor directorPresentado por: Diane Keaton y William Wyler Miloš Forman – One Flew Over the Cuckoo's Nest (Alguien voló sobre el nido del cuco) - Robert Altman– Nashville - Federico Fellini – Amarcord - Stanley Kubrick – Barry Lyndon - Sidney Lumet – Dog Day Afternoon (Tarde de perros) |
| Mejor actor Presentado por: Art Cartney Jack Nicholson – One Flew Over the Cuckoo's Nest (Alguien voló sobre el nido del cuco), como Randle Patrick McMurphy - Walter Matthau – The Sunshine Boys (La pareja chiflada), como Willy Clark - Al Pacino – Dog Day Afternoon (Tarde de perros), como Sonny Wortzik - Maximilian Schell – The Man in the Glass Booth (El hombre de la cabina de cristal), como Arthur Goldman - James Whitmore – Give'em Hell, Harry!, como Harry S. Truman | Mejor actriz Presentado por: Charles Bronson & Jill Ireland. Louise Fletcher – One Flew Over the Cuckoo's Nest (Alguien voló sobre el nido del cuco), como la Enfermera Ratched - Isabelle Adjani – L'Histoire d'Adèle H. (Diario íntimo de Adèle H.), como Adèle Hugo / Adèle Lewry - Ann-Margret – Tommy, como Nora Walker - Glenda Jackson – Hedda, como Hedda Gabler - Carol Kane - Hester Street, como Gitl |
| Mejor actor de reparto Presentado por: Linda Blair & Ben Johnson. George Burns – The Sunshine Boys (La pareja chiflada), como Al Lewis - Brad Dourif – One Flew Over the Cuckoo's Nest (Alguien voló sobre el nido del cuco), como Billy Bibbit - Burges Meredith – The Day of the Locust (Como plaga de langosta), como Harry Greener - Chris Sarandon – Dog Day Afternoon (Tarde de perros), como Leon - Jack Warden – Shampoo como Lester Karpf | Mejor actriz de reparto Presentado por: Joel Grey & Madeline Kahn Lee Grant – Shampoo, como Felicia Karpf - Ronee Blakley – Nashville, como Barbara Jean - Sylvia Miles – Farewell, My Lovely (Adiós, muñeca), como Jessie Halstead Florian - Lily Tomlin – Nashville, como Linnea Reese - Brenda Vaccaro – Jacqueline Susann's Once Is Not Enough (Una vez no basta), como Linda Riggs |
| Mejor guion original Presentado por: Gore Vidal Dog Day Afternoon (Tarde de perros) – Frank Pierson - Amarcord – Federico Fellini y Tonino Guerra - Lies My Father Told Me (Las mentiras que contaba mi padre) – Ted Allan - Shampoo – Robert Towne y Warren Beatty - Toute une vie (Toda una vida) – Claude Lelouch y Pierre Uytterhoeven | Mejor guion adaptado de otro material Presentado por: Gore Vidal One Flew Over the Cuckoo's Nest (Alguien voló sobre el nido del cuco) – Lawrence Hauben y Bo Goldman; basada en la novela de Ken Kesey - Barry Lyndon – Stanley Kubrick; basada en la novela de William Makepeace Thackeray - The man who would be king (El hombre que pudo reinar) – John Huston y Gladys Hill, basada en el relato de Rudyard Kipling - The Sunshine Boys (La pareja chiflada) – Neil Simon; basada en su obra de teatro - Profumo di donna (Perfume de mujer) – Ruggero Maccari y Dino Risi; basada en la novela de Giovanni Arpino |
| Mejor cortometraje Presentado por:Marisa Berenson y O. J. Simpson Angel and Big Joe – Bert Salzman - Conquest of Light– Louis Marcus - Dawn Flight– Lawrence y Brian Lansburgh - A Day in the Life of Bonnie Consolo – Barry Spinello - Doubletalk – Alan Beattie | Mejor cortometraje animado Presentado por: Marisa Berenson y O. J. Simpson Great – Bob Godfrey - Kick Me — Robert Swarthe - Monsieur Pointu — René Jodoin, Bernard Longpré y André Leduc - Sisyphus — Marcell Jankovics |
| Mejor documental largo Presentado por: Beau Bridges y Marilyn Hassett The Man Who Skied Down Everest– F.R. Crawley, James Hager y Dale Hartleben - The California Reich – Keith Critchlow y Walter F. Parkes - Fighting for Our Lives – Glen Pearcy - The Incredible Machine – Irwin Rosten - The Other Half of the Sky: A China Memoir – Shirley MacLaine | Mejor documental corto Presentado por:Beau Bridges y Marilyn Hassett The End of the Game – Claire Wilbur y Robin Lehman - Arthur and Lillie - Jon Else, Steven Kovacs y Kristine Samuelson - Millions of Years Ahead of Man - Manfred Baier - Probes in Space - George V. Casey - Whistling Smith - Barrie Howells y Michael Scott |
| Mejor película de habla no inglesa Presentado por: Jacqueline Bisset y Jack Valenti Дерсу Узала - Dersu Uzala , de Akira Kurosawa ( Unión Soviética) - Actas de Marusia, de Miguel Littín (México) - サンダカン八番娼館 望郷 - Sandakan hachiban shōkan: Bōkyō, de Kei Kumai (Japón) - Profumo di donna (Perfume de mujer), de Dino Risi (Italia) - Ziemia Obiecana (La tierra de la gran promesa), de Andre Wajda (Polonia) | Mejor montaje Presentado por: Isabelle Adjani y Elliott Gould Jaws (Tiburón)– Verna Fields - The man who would be king (El hombre que pudo reinar) — Russell Loyd - One Flew Over the Cuckoo's Nest (Alguien voló sobre el nido del cuco) — Lynzee Klingman, Richard Chew y Sheldon Khan - Dog Day Afternoon (Tarde de perros) — Dede Allen - Three Days of the Condor (Los tres días del cóndor) — Don Guidice y Fredic Steinkamp |
| Mejor banda sonora dramática original Presentado por: Rod McKuen y Marlo Thomas Jaws (Tiburón) – John Williams - Birds Do It, Bees Do It – Gerald Fried - Bite the Bullet (Muerde la bala) – Alex North - One Flew Over the Cuckoo's Nest (Alguien voló sobre el nido del cuco) - Jack Nitzsche - The Wind and the Lion (El viento y el león) – Jerry Goldsmith | Mejor orquestación: coro original y adaptación -u- orquestación: adaptación Presentado por: Rod McKuen y Marlo Thomas Barry Lyndon – Leonard Rosenman - Funny Lady — Peter Matz - Tommy — Pete Townshend |
| Mejor canción original Presentado por: Burt Bacharach y Angie Dickinson «I'm Easy» de Nashville; Letra y musica de Keith Carradine - «How Lucky Can You Get» de Shampoo; Letra y música de Fred Ebb y John Kander - «Now That We're in Love» de Whiffs (Un experimento loco, loco, loco) ; Letra y música de George Barrie y Sammy Cahn - «Richard's Window» de The Other Side of the Mountain (Una ventana al cielo); Letra y música de Charlie Fox y Norman Gimbel - «Theme from Mahogany (Do You Know Where You're Going To)» de Mahogany (Mahogany, piel caoba); Letra y música de Michael Masser y Gerry Goffin | Mejor sonido Presentado por:Margaux Hemingway y Roy Scheider Jaws (Tiburón)– Robert Hoyt, Roger Heman, Earl Madery y John Carter - Funny Lady — Richard Portman, Don MacDougall, Curly Thirlwell y Jack Solomon - Hindenburg — Leonard Peterson, John Bolger, John Mack y Don Sharpless - Bite the Bullet (Muerde la bala) — Arthur Piantadosi, Les Fresholtz, Richard Tyler y Al Overton - The Wind and the Lion (El viento y el león) – Harry Tetrick, Aaron Rochin, William McCaughney y Roy Charman |
| Mejor fotografía Presentado por: Stockard Channing y Billy Dee Williams Barry Lyndon – John Alcott - The Day of the Locust (Como plaga de langosta) – Conrad L. Hall - Funny Lady– James Wong Howe - Hindenburg - Robert Surtees - One Flew Over the Cuckoo's Nest (Alguien voló sobre el nido del cuco) – Haskell Wexler y Bill Butler | Mejor dirección de arte Presentado por: Anthony Hopkins y Charlotte Rampling Barry Lyndon – Ken Adam, Roy Walker y Vernon Dixon - Hidenburg — Edward Cafagno y Frank McKelvy - The man who would be king (El hombre que pudo reinar) — Alexandre Trauner, Tony Inglish y Peter Jame - The Sunshine Boys (La pareja chiflada) — Albert Brenner y Marvin March - Shampoo– Richard Sylver, Stewart Campbell y George Gaine |
| Mejor diseño de vestuario Presentado por: Jennifer O'Neill y Telly Savalas Barry Lyndon – Milena Canonero y Ulla-Britt Sôderlund - The Four Musketeers (Los cuatro mosqueteros) — Yvonne Blake y Ron Talsky - Trollflöjten (La flauta mágica)— Henny Noremark y Karin Erskine - Funny Lady — Ray Aghayan y Bob Mackie - The man who would be king (El hombre que pudo reinar) – Edith Head | |

### Óscar Honorífico
- Mary Pickford, en reconocimiento a su contribución a la industria del cine.

### Premio Memorial Irving G. Thalberg
- Mervyn LeRoy

### Premio Humanitario Jean Hersholt
- Jules C. Stein

### Premios Especiales
- Mejores edición de sonido: Hindenburg para Peter Berkos.[2]

- Mejores efectos visuales: Hindenburg para Albert Whitlock y Glen Robinson.[2]

## Premios y nominaciones múltiples
| Película                                                              | Nominaciones | Premios |
| --------------------------------------------------------------------- | ------------ | ------- |
| One Flew Over the Cuckoo's Nest (Alguien voló sobre el nido del cuco) | 9            | 5       |
| Barry Lyndon                                                          | 7            | 4       |
| Jaws (Tiburón)                                                        | 4            | 3       |
| Hindeburg                                                             | 5            | 2       |
| Dog Day Afternoon (Tarde de perros)                                   | 6            | 1       |
| Nashville                                                             | 5            | 1       |
| The Sunshine Boys (La pareja chiflada)                                | 4            | 1       |
| Shampoo                                                               | 4            | 1       |
| The Wind and the Lion (El viento y el león)                           | 2            | 1       |
| Dersu Uzala                                                           | 1            | 1       |
| Funny Lady                                                            | 5            | 0       |
| The man who would be king (El hombre que pudo reinar)                 | 4            | 0       |
| Amarcord                                                              | 2            | 0       |
| The Day of the Locust (Como plaga de langosta)                        | 2            | 0       |
| Profumo di donna (Perfume de mujer)                                   | 2            | 0       |
| Bite the Bullet (Muerde la bala)                                      | 2            | 0       |
| Tommy                                                                 | 2            | 0       |